# Phasing (musik)
Phasing betegner inden for den minimalistiske musik en kompositionsteknik ved hvilken to instrumenter udfører den samme – ofte gentagne eller "repetitive" – stemme, på en sådan måde at den ene spiller i en fastlagt takt, mens den anden tidsmæssigt bevæger sig længere og længere bort fra den første stemme. På den måde kan man sige at de to stemmer "kommer ud af fase" og lidt efter lidt igen "i fase" med hinanden ("faseforskydning"). De to stemmer føles at spille i samme tempo; der viser sig blot klangligt og rytmisk ændrede lytteindtryk.
Teknikken tog sit udgangspunkt i båndmusik ("tape music") af komponisten Steve Reich hvor flere kopier af den samme båndsløjfe blev sat i gang på samme tid på forskellige båndafspillere. Med tiden opstod der ved de små forskelle i båndhastigheden en "flanger"-effekt og en rytmisk adskillelse. Som eksempler kan nævnes Reichs Come Out og It's Gonna Rain. Teknikken blev derefter anvendt på akustiske instrumenter (Piano Phase (1967), Marimba Phase (1980)); senere blev faseforskydning også udført skridtvis i stedet for gradvis som i Reichs Clapping Music.
Et eksempel inden for populærmusikken er "The True Wheel" på Brian Eno's Taking Tiger Mountain (By Strategy).
At spille gentagne fraser med det samme tempo, men med forskellig metrisk længde (slag per takt) som i musik af Philip Glass og andre, er ikke phasing, men kan snarere anses for at være polyrytmik.
Se også
- Fase

Noter
1. ↑  "Flanger-effekt" : se evt. Flanger (svensk) – På den tyske side om emnet findes tillige lytteeksempler
2. ↑  Tysk har: "... später wurde die Phasenverschiebung auch schrittweise statt graduell ausgeführt, wie in Reichs „Clapping Music“.